# Velasco (Freeport)
Velasco era una città del Texas, negli Stati Uniti, che fu in seguito annessa alla città di Freeport in seguito a un referendum tra la popolazione di entrambe le città nel 1957. Fondata nel 1831, Velasco è situata sul lato est del fiume Brazos, nel sud-est del Texas. Si trova 25 km a sud di Angleton e 6 km dal golfo del Messico.
La storia antica della città è strettamente legata alla battaglia di Velasco e alla Rivoluzione texana. Velasco era un importante punto di ingresso per i coloni americani nel Texas. Nel 1836, in seguito alla decisiva battaglia di San Jacinto, Velasco fu nominata capitale temporanea della Repubblica del Texas dal presidente ad interim David G. Burnet.  Nel 1837 fu teatro delle azioni finali della battaglia del fiume Brazos.